# Филип IV фон Вилденберг
Филип IV фон Вилденберг (на немски: Philipp IV von Wildenberg; † между 1328 и 1329) е господар на господство то Вилденберг (1311 – 1328) в Айфел в днешен Северен Рейн-Вестфалия. Той е последният от рода си.

## Произход, управление и наследство
Той е син на Йохан фон Вилденберг († сл. 1310), който се бие в битката при Воринген 1288 г., и съпругата му Ирмгард фон Оурен († сл. 1340), разведена през 1324 г. от Арнолд II фон Бланкенхайм († сл. 1359), дъщеря на Куно, господар на Оурен († сл. 1298) и Лиза († сл. 1298). Праправнук е на Филип I фон Вилденберг († сл. 1202) от фамилията Райфершайд, който построява замъка Вилденбург, нарича на него и основава линията Вилденберг.
През 1323 г. Филип IV фон Вилденберг е свидетел в Кьолн, когато се сключва брачния договор между Маргарета Холандска и крал Лудвиг Баварски. Филип е роднина и приятел на граф Вилхелм I фон Юлих, с когото пътува в Прусия. Той е убит в битка през между 1328 и 1329 г.
Дъщеря му Катарина фон Вилденберг и нейният съпруг Ойст II фон Елзлоо сменят с договор през 1335 г. цялата собственост северно от Мозел и замъка с графа на Юлих.

## Фамилия
Филип IV фон Вилденберг се жени за Йохана фон Марк († сл. 1358), дъщеря на граф Еберхард I фон Марк от фамилията Дом Ламарк († 4 юли 1308) и втората му съпруга Мария фон Лоон, дъщеря на граф Арнолд V фон Лоон († 1328). Те имат една дъщеря:
- Катарина фон Вилденберг († 26 април 1368), омъжена I. пр. 1337 г. за Ойст II фон Елзлоо († сл. 1337), II. между 1337 и 1345 г. за Райнхард (Райнер) I фон Шьонфорст, Валкенбург, Моншау († 27 декември 1375)